# Angol megnyitás
 Ez a cikk a sakkjátszmák algebrai lejegyzését alkalmazza.
|    | |    |    |    |    |    |    |
|    | \| \| \| \| \| \| \| \| \| \| \| \| \| \| \| \| \| \| \| \| \| \| \| \| \| \| \| \| \| \| \| \| \| \| \| \| \| \| \| \| \| \| \| \| \| \| \| \| \| \| \| \| \| \| \| \| \| \| \| \| \| \| \| \| \| \| \| \| \| \| \| \| |    |    |    |    |    |    |
|    | |    |    |    |    |    |    |
| a8 | b8 | c8 | d8 | e8 | f8 | g8 | h8 |
| a7 | b7 | c7 | d7 | e7 | f7 | g7 | h7 |
| a6 | b6 | c6 | d6 | e6 | f6 | g6 | h6 |
| a5 | b5 | c5 | d5 | e5 | f5 | g5 | h5 |
| a4 | b4 | c4 | d4 | e4 | f4 | g4 | h4 |
| a3 | b3 | c3 | d3 | e3 | f3 | g3 | h3 |
| a2 | b2 | c2 | d2 | e2 | f2 | g2 | h2 |
| a1 | b1 | c1 | d1 | e1 | f1 | g1 | h1 |

| a8 | b8 | c8 | d8 | e8 | f8 | g8 | h8 |
| a7 | b7 | c7 | d7 | e7 | f7 | g7 | h7 |
| a6 | b6 | c6 | d6 | e6 | f6 | g6 | h6 |
| a5 | b5 | c5 | d5 | e5 | f5 | g5 | h5 |
| a4 | b4 | c4 | d4 | e4 | f4 | g4 | h4 |
| a3 | b3 | c3 | d3 | e3 | f3 | g3 | h3 |
| a2 | b2 | c2 | d2 | e2 | f2 | g2 | h2 |
| a1 | b1 | c1 | d1 | e1 | f1 | g1 | h1 |

Az angol megnyitás az a megnyitás a sakkban, amely világos 1.c4 lépésével indul. A Sakkmegnyitások enciklopédiája (ECO) szerinti kódjai az alkalmazott változattól függően A10−A39 között találhatók.
Szárnyi megnyitás, amely a húsz lehetséges nyitólépés közül a sakkstatisztikák szerint a negyedik legnépszerűbb. Világos a nyitólépéssel „bejelenti igényét” a d5 mező feletti ellenőrzésre, de az angol megnyitás gyakran megy át más megnyitásokba, ezért a rugalmas megnyitások közé sorolják.
Nevét Howard Staunton nem hivatalos angol sakkvilágbajnokról kapta, aki többek közt 1843-as Pierre Charles Fournier de Saint-Amant elleni mérkőzésén játszotta ezt a megnyitást. Kortársai nem különösebben figyeltek fel a megnyitásra, amely csak a 20. századtól vált népszerűvé. Ma olyan népszerű megnyitási fajta, amellyel klasszikus és hipermodern állások egyaránt elérhetők. Világbajnoki mérkőzésein szívesen használta Botvinnyik, Karpov és Kaszparov. 1972-ben Bobby Fischer azzal keltett feltűnést, hogy Borisz Szpasszkij elleni mérkőzésén a királygyalog megnyitásból az angol megnyitásba tért át.

## Változatai
Az Encyclopaedia of Chess Openings (ECO) az angol megnyitás változatait az A10−A39 kódok közé sorolja be:

### A10 1.c4
Ez alá a kód alá kerül be minden olyan ritkán alkalmazott változat, amely nem kapott külön kódot.
A nagy kígyó változat
1. c4 g6
1.c4 g6 2.e4 e5 lépésekkel folytatva az Adorján-változatba jutunk
Anglo-skandináv védelem
1. c4 d5
1. c4 d5 2. cxd5 e6 − a Loehn-csel
1. c4 d5 2. cxd5 Vxd5 3. Hc3 Va5 − a Malvin-szigeti változat
1. c4 d5 2. cxd5 Hf6 − a Schulz-csel
Anglo-holland védelem
1. c4 f5
1. c4 f5 2. b4 lépéssor az anglo-lengyel-holland változat elnevezést viseli
1. c4 f5 2. Hf3 d6 3. e4 lépéssor neve Chabanon-csel
1 c4 f5 2. g4 − a Wade-csel, vagy más néven az angol tüske elnevezésű változat
1 c4 f5 2. e4 − a Hickmann-csel, különösen a 2. − fxe4 3. d3 lépések után
1.c4 f5 2.e4 fxe4 3.Hc3 Hf6 4.g4 − a Porcupine-változat
Anglo-litván változat
1.c4 Hc6
Beefeater (testőr) változat
1.c4 g6 2.Hc3 Fg7 3.d4 c5 4.d5 Fxc3 5.bxc3 f5
Halibut-csel
1 c4 b5
Myers-védelem
1. c4 g5 2. d4 Fg7
1. c4 g5 2. d4 e5 − a Zilbermint-csel

### A11 1.c4 c6
Az 1. c4 c6 lépéspár az anglo-szláv elnevezést viseli, utalva a Szláv védelemből ismert c6 lépésre.

### A12 1.c4 c6 2.Hf3 d5 3.b3
Az 1.c4 c6 2.Hf3 d5 lépésekkel áll elő az angol megnyitás királyhuszár változata.
Az 1.c4 c6 2.Hf3 d5 3.b3 lépéseket követő 3. − Hf6 4. g3 g6 lépések után jutunk el a Bled-változatba.

### A13 1.c4 e6
Az 1. c4 e6 lépéspár az Agincourt−Kurajica-változat bevezető lépéspárja.
1. c4 e6 2. Hf3 d5 3. g3 az Agincourt-változat, míg az
1. c4 e6 2. Hf3 d5 3. g3 c6 lépések utáni állást nevezik Kurajica-védelemnek
A neo-katalán változat
1. c4 e6 2. Hf3 d5 3. g3 Hf6, amely lépések után 4. Fg2 dxc4 lépések esetén az elfogadott neo-katalán változatba jutunk.
1. c4 e6 2. Hf3 d5 3. b3 Hf6 4. Fb2 c5 5. e3 lépések a Wimpy-rendszer nevet viselik.
A Romanyisin-csel
1. c4 e6 2. Hf3 Hf6 3. g3 a6 4. Fg2 b5
A lehetséges eltérések közé tartozik az 1. c4 e6 2. d4 b6 lépéssor

### A14 1.c4 e6 2.Hf3 d5 3.g3 Hf6 4.Fg2 Fe7 5.0-0
A kódszám alá az angol megnyitás neo-katalán változatának elhárított változatát sorolják be.
1. c4 e6 2. Hf3 d5 3. g3 Hf6 4. Fg2 Fe7 5. 0-0
Keres-védelem
1.c4 e6 2.Hf3 d5 3.g3 Hf6 4.Fg2 Fe7 5.O-O c5 6.cxd5 Hxd5 7.Hc3 Hc6

### A15 1.c4 Hf6
Az 1. c4 Hf6 lépéspár az anglo-rendszer kezdőlépései, amelyet Mikenas−Carls-változatnak is neveznek. A megnyitási változat eltérései:
Angol-orangután
1. c4 Hf6 2. b3
1. c4 Hf6 2. Hf3 − az angol megnyitás királyhuszár változata, amely a 2. − e6 3. g3 a6 lépések után átmegy a Romanyisin-változatba.
A shirazi löket
Az 1. c4 Hf6 2. g3 h5 lépésekkel előálló változat neve a shirazi löket.

### A16 1.c4 Hf6 2.Hc3
Az 1.c4 Hf6 2.Hc3 lépésekkel kezdődő változatok elnevezései:
Golombek-védelem
1.c4 Hf6 2.Hc3 d5, amelynek továbbfejlesztése a Stejn-támadás, valamint a Korcsnoj-változat.
Stejn-támadás
1.c4 Hf6 2.Hc3 d5 3.cxd5 Hxd5 4.Hf3 g6 5.Va4+
Korcsnoj-változat
1.c4 Hf6 2.Hc3 d5 3.cxd5 Hxd5 4.Hf3 g6 5.g3 Fg7 6.Fg2 e5
Anti-anti-Grünfeld
1.c4 Hf6 2.Hc3 g6 3.Hf3 Fg7 4.e4
A cseh változat
1.c4 Hf6 2.Hc3 d5 3.cxd5 Hxd5 4.g3 g6 5.Fg2 Hb6

### A17 1.c4 Hf6 2.Hc3 e6
Az A17 kód alá besorolt lépések elnevezése: Hegehog-rendszer, amely lépések az A18 és A19 kódokba besorolt változatoknál is jelentkeznek.
Nimzo-angol megnyitás
1.c4 Hf6 2.Hc3 e6 3. Hf3 Fb4, melynek cselváltozata a 4. g4 lépéssel induló Zvjagincev−Kraszenkov-támadás.
Szmiszlov-védelem
1.c4 Hf6 2.Hc3 d5 3.cxd5 Hxd5 4.g3 g6 5.Fg2 Hxc3

### A18 1.c4 Hf6 2.Hc3 e6 3.e4
Az angol megnyitás Flohr−Mikenas–Carls változata, amely az A19 kód alatt folytatódik.
Kevitz-védelem
1.c4 Hf6 2.Hc3 e6 3.e4 Hc6
Vezérindiai formáció
1.c4 Hf6 2.Hc3 e6 3.Hf3 b6

### A19 1.c4 Hf6 2.Hc3 e6 3.e4 c5
Az angol megnyitás Flohr−Mikenas–Carls változatának folytatása.
Nei-csel
1.c4 Hf6 2.Hc3 e6 3.e4 c5 4. e5 Hg8

### A20 1.c4 e5
Az 1. c4 e5 lépéspár az angol király elnevezést viseli.
A Nimzowitsch-változat
1. c4 e5 2. Hf3, amelynek folyománya 2. - e4 után a Nimzowitsch−Flohr-változat
Az angol királynő változat
1. c4 e5 2. Va4
A Kahiko−Hula-csel
1.c4 e5 2.e3 Hf6 4.f4 exf4 4.Hf3
A dupla pech elnevezésű változat
1. c4 e5 2. f4
Drill változat
1. c4 e5 2. g3 h5

### A21 1.c4 e5 2.Hc3
Az A21 kód alá besorolt lépéseket fordított szicíliainak is nevezik. A fő változat:
1. c4 e5 2.Hc3 d6 3. Hf3
A Szmiszlov-változat
1. c4 e5 2.Hc3 d6 3. Hf3 Fg4
A Keres-változat
1. c4 e5 2.Hc3 d6 3. g3 c6
A Troger-változat
1. c4 e5 2.Hc3 d6 3. g3 Fe6 4. Fg2 Hc6
A Kramnyik−Sirov-változat
1. c4 e5 2.Hc3 Fb4
Az anglo-holland változat
1.c4 e5 2.Hc3 f5

### A22 1.c4 e5 2.Hc3 Hf6
Az A22 kód alá besorolt lépéssorozat a kéthuszáros változat nevet viseli.
A macedón változat
1.c4 e5 2.Hc3 Hf6 3. f4
A brémai vagy más néven Carls-változat
1.c4 e5 2.Hc3 Hf6 3. g3, amely 3. - Fb4 után a Kapengut−Szmiszlov modern változatába megy át.
A Bellon-csel
1.c4 e5 2.Hc3 Hf6 3.Hf3 e4 4.Hg5 b5
Az Eigenheimer-csel
1.c4 e5 2.Hc3 Hf6 3.Hf3 e4 4.Hg5 Hg4

### A23 1.c4 e5 2.Hc3 Hf6 3.g3 c6
A lépéssorozat a brémai rendszer Keres változata.
A fordított sárkány változat
1.c4 e5 2.Hc3 Hf6 3.g3 d5

### A24 1.c4 e5 2.Hc3 Hf6 3.g3 g6
A brémai rendszer ...g6-tal, amely a fianchetto kéthuszáros változat nevet is viseli.
Az 1.c4 e5 2.Hc3 Hf6 3.g3 g6 4.Fg2 Fg7 5.d3 d6 6.e4 O-O 7.Hge2 c6 8.O-O a6 lépéssorozat Botvinnik által kedvelt rendszer. A 9. f4, 10. f5 majd 11. fxg6 után a bástya nyílt vonalhoz és aktív játékhoz jut.

### A25 1.c4 e5 2.Hc3 Hc6
Az A25 kód alatti lépéssorozatot fordított zárt szicíliai néven is szokták említeni.
Troger-változat
1.c4 e5 2.Hc3 Hc6 3.g3 g6 4.Fg2 Fe6
Tajmanov-változat
Az  1. c4 e5 2.Hc3 Hc6 3.g3 g6 4.Fg2 Fg7 lépésekkel előállt pozíciót Tajmanov-változatnak nevezik, amelynek eltérő folytatásai külön neveket kaptak.
Magyar támadás
1.c4 e5 2.Hc3 Hc6 3.g3 g6 4.Fg2 Fg7 5.Bb1
Botvinnik rendszerei
1.c4 e5 2.Hc3 Hc6 3.g3 g6 4.Fg2 Fg7 5.d4
1.c4 e5 2.Hc3 Hc6 3.g3 g6 4.Fg2 Fg7 5.d3 d6 6.e4, amelyet az 5. − d6 lépésig teljesen szimmetrikus zárt rendszernek is neveznek.
A brémai rendszer Hort-változata
1.c4 e5 2.Hc3 Hc6 3.g3 g6 4.Fg2 Fg7 5.e3 d6 6.Hge2 Fe6

### A26 1.c4 e5 2.Hc3 Hc6 3.g3 g6 4.Fg2 Fg7 5.d3 d6
Az A26 kóddal jelzett lépéssorozatot zárt rendszernek nevezik.

### A27 1.c4 e5 2.Hc3 Hc6 3. Hf3
Az A27 kód alatti lépéssorozat a háromhuszáros rendszer.

### A28 1.c4 e5 2.Hc3 Hc6 3.Hf3 Hf6
Az A28 kód alatti lépéssorozat a négyhuszáros rendszer. A főváltozat:
1.c4 e5 2.Hc3 Hc6 3.Hf3 Hf6 4.d4 exd4 5.Hxd4 Fb4 6.Fg5 h6 7.Fh4 Fxc3+ 8.bxc3 He5
Botvinnik rendszere
1.c4 e5 2.Hc3 Hc6 3.Hf3 Hf6 4.e4
A Korcsnoj-változat
1.c4 e5 2.Hc3 Hc6 3.Hf3 Hf6 4.a3
A rugalmas vonal rendszer
1.c4 e5 2.Hc3 Hc6 3.Hf3 Hf6 4.d3
Bradley Beach rendszer
1.c4 e5 2.Hc3 Hc6 3.Hf3 Hf6 4.d4 e4
A csendes változat
1.c4 e5 2.Hc3 Hc6 3.Hf3 Hf6 4.e3, amely a 4. − Fb4 5.Vc2 Fxc3 után a Romanyisin-változat, míg 4. − Fb4 5.Vc2 O-O 6.Hd5 Be8 7.Vf5 után a Keane- vagy Stean-változat nevet viseli.

### A29 1.c4 e5 2.Hc3 Hc6 3.Hf3 Hf6
Az A29 kód alatti lépéssorozat a négyhuszáros, királyszárnyi fianchetto nevet viseli.

### A30 1.c4 c5
A szimmetrikus változat. Az A30 kód alá azok a lépéssorozatok vannak sorolva, amelyek ritkán játszott lépéseket tartalmaznak.
A szárnyváltozat
1. c4 c5 2. b4
A Napolitano-csel
1.c4 c5 2.Hf3 Hf6 3. b4
A dupla fianchetto védelem
1.c4 c5 2.Hf3 Hf6 3.g3 b6 4.Fg2 Fb7 5.O-O g6
A Hedgehog-változat
1.c4 c5 2.Hf3 Hf6 3.g3 b6 4.Fg2 Fb7 5.O-O e6 6. Hc3 Fe7

### A31 1.c4 c5 2.Hf3 Hf6 3.d4
A szimmetrikus változat anti-benoni formációja.
A kéthuszáros változat
1.c4 c5 2.Hf3 Hf6 3.d4 cxd4 4. Hxd4

### A32 1.c4 c5 2.Hf3 Hf6 3.d4 cxd4 4.Hxd4 e6
Az A31-es kód további változatai. A 4. − e6 lépéssel a Spielmann-védelem nevet viseli.

### A33 1.c4 c5 2.Hf3 Hf6 3.d4 cxd4 4.Hxd4 e6 5.Hc3 Hc6
A Spielmann-védelem további elágazásai.
A Geller-változat
1.c4 c5 2.Hf3 Hf6 3.d4 cxd4 4.Hxd4 e6 5.Hc3 Hc6 6. g3 Vb6

### A34 1.c4 c5 2.Hc3
A fianchetto változat
1.c4 c5 2.Hc3 Hf6 3. g3
A Rubinstein-változat
1.c4 c5 2.Hc3 Hf6 3. g3 d5 4.cxd5 Hxd5 5.Fg2 Hc7
A négyhuszáros változat
1.c4 c5 2.Hc3 Hf6 3. Hf3 Hc6
Az aszimmetrikus változat
1.c4 c5 2.Hc3 Hf6 3.Hf3 d5 4.cxd5 Hxd5
A Keres-Parma rendszer
1.c4 c5 2.Hc3 Hf6 3.Hf3 e6 4. g3 Hc6

### A35 1.c4 c5 2.Hc3 Hc6
Az A35 kóddal jelzett lépéssorozat a kéthuszáros változat nevet viseli.

### A36 1.c4 c5 2.Hc3 Hc6
A fianchetto változat
1.c4 c5 2.Hc3 Hc6 3. g3
A szimmetrikus változat
1.c4 c5 2.Hc3 Hc6 3.g3 g6 4.Fg2 Fg7
A Botvinnik-változat
1.c4 c5 2.Hc3 Hc6 3.g3 g6 4.Fg2 Fg7 5.e4
A Botvinnik-rendszer
1.c4 c5 2.Hc3 Hc6 3.g3 g6 4.Fg2 Fg7 5.e3 e5

### A37 1.c4 c5 2.Hc3 Hc6 3.g3 g6 4.Fg2 Fg7 5.Hf3
A kéthuszáros vonal lépéssorozata.

### A38 1.c4 c5 2.Hc3 Hc6 3.g3 g6 4.Fg2 Fg7 5.Hf3 Hf6
A dupla fianchetto változatai a teljesen szommetrikus állásban. A főváltozat:
1.c4 c5 2.Hc3 Hc6 3.g3 g6 4.Fg2 Fg7 5.Hf3 Hf6 6. 0-0 0-0 7. b3
A Duchamp-változat
1.c4 c5 2.Hc3 Hc6 3.g3 g6 4.Fg2 Fg7 5.Hf3 Hf6 6. 0-0 0-0 7. d3

### A39 1.c4 c5 2.Hc3 Hc6 3.g3 g6 4.Fg2 Fg7 5.Hf3 Hf6 6.0-0 0-0 7.d4
Az A39 kód alatti lépéssorozat a Mecking-változat nevet viseli.